# 山羊智詞
山羊 智詞（やぎ さとし、1964年9月4日 - 2013年7月22日）は、日本の歌手。元ASP認定プロサーフライダー（プロサーファー）。愛知県名古屋市中区出身。本名は八木 智。

## 経歴・人物

### デビュー後
1986年にサンタモニカのビーチで行われた、世界プロサーフィン連盟プロトライアルにてプロサーフライダーに認定される。

### 俳優・タレントとして
帰国後は俳優として活動しようと臨むが、『NEWジャングル』ではその他大勢の警官の一員、『ハートに火をつけて!』ではその他大勢の社員の一員など、エキストラ的な役のみであった。

### 「赤羽楽団」結成・ソロでの活動
1987年、村上“ポンタ”秀一 率いる「THE MAKERS」に参加。
1990年より「山羊智詞&赤羽楽団」「山羊智詞&赤羽女楽団」を結成。
1991年 第1期 GOATCOREを結成（第1期メンバー：Vo.山羊、G.足立祐二、B.MARRY、Ds.梅田一哉）。
1993年に水江慎一郎、横内健亨、朝井泰生、今川勉らとダイナマイトマシーンを結成するも、デビュー・アルバムレコーディング中に解散。
1997年に心臓疾患を発症、一時危篤状態になり静養。このため、ASPプロライセンス登録を抹消、事実上プロサーファーを引退。
1999年、阿部洋介（OUTRAGE）プロデュースによる、第2期GOATCORE（第2期メンバー：Vo.山羊、G.是永巧一、B.安井義博、Ds.太田明、Tt.DJ SAJI、Guest Vo.橋本直樹）を結成するが、後に活動休止。
2006年に大麻を栽培していたとして大麻取締法違反容疑で大阪市の自宅マンションで逮捕。
2013年7月22日、心臓疾患により死去。享年48。